# العشرينيات الهادرة
يُشير مصطلح العشرينيات الهادرة (بالإنجليزية: Roaring Twenties)‏ إلى فترة عشرينيات القرن الماضي في المجتمع الغربي المتقدمة والثقافة الغربية (ولا سيما الولايات المتحدة). تميزت هذه الفترة بالرخاء الاقتصادي مع تحول ثقافي مميز في الولايات المتحدة وغرب أوروبا، وبشكل خاص في مدن كبرى مثل برلين وشيكاغو ولندن ولوس أنجلوس ونيويورك وباريس وسيدني. في فرنسا، أطلق على عقد العشرينيات اسم «السنوات الجنونية» مؤكدًا على ديناميكية الفترة الاجتماعية والفنية والثقافية. ازدهرت موسيقى الجاز في تلك الفترة، وأعادت النساء الشابات تعريف مظهر النساء الأمريكيات والبريطانيات وبلغ الفن الزخرفي ذروته. لم يهدر كل شيء؛ ففي بدايات صعود الوطنية مفرطة العواطف في فترة الحرب العالمية الأولى أعاد الرئيس وارن جي. هاردينغ الطبيعية للسياسة الأمريكية كما كانت قبل الحرب. شهدت هذه الفترة تطورًا كبيرًا واستخدام السيارات والهواتف والأفلام والمذياع والأجهزة الكهربائية التي دخلت حياة مئات آلاف الغربيين. أصبح الطيران بعد فترة وجيزة عملًا يدر المال. رأت الأمم نموًا صناعيًا واقتصاديًا سريعًا ما سارع بطلبات المستهلكين وقدم تغييرات جديدة أساسية في نمط الحياة والثقافة. ركزت وسائل الإعلام على المشاهير، خصوصًا أبطال الرياضة ونجوم الأفلام، إذ انضمت المدن إلى جانب الفرق التي تُمثلها وامتلأت دور السينما الفخمة والملاعب الرياضية العملاقة بالجمهور. في أغلب الدول الديمقراطية، نالت النساء حقهن بالتصويت. كان للحق في التصويت أثر كبير على المجتمع.
بدأت المظاهر الاجتماعية والثقافية لما يعرف بفترة العشرينيات الهادرة في مراكز حضرية رائدة وانتشرت في الفترة التي أعقبت الحرب العالمية الأولى. نالت الولايات المتحدة السيطرة على التمويل العالمي. عندما عجزت ألمانيا عن الدفع عن تعويضات الحرب العالمية الأولى لكل من المملكة المتحدة وفرنسا والقوى الحليفة الأخرى، خرجت الولايات المتحدة بخطة دوز التي سُميت باسم المصرفي ولاحقًا نائب الرئيس الثلاثين للولايات المتحدة تشارلز جيتس دوز. استثمرت وول ستريت بشكل كبير في ألمانيا والتي دفعت التعويضات المفروضة عليها للدول التي استخدمت تلك الدولارات لدفع ديون الحرب للولايات المتحدة. انتشر الرخاء، في منتصف عقد العشرينيات، إذ عرف النصف الثاني من العشرينيات وخصوصًا في ألمانيا بالعشرينيات الذهبية.
حُددت روح العشرينيات الهادرة بشعور عام بالتجديد بالإضافة للحداثة والقطيعة مع التراث. بدا كل شيء قابلًا للتنفيذ من خلال التكنولوجيا. جلبت التكنولوجيا الجديدة لا سيما السيارات والأفلام المتحركة والراديو الحداثة لقسم كبير من السكان. استُغني عن الزخارف الرسمية الزائدة لصالح المذهب العملي في الحياة اليومية والعمارة. في ذات الوقت، صعد نجم الجاز والرقص لقلب المزاج الذي كان سائدًا خلال الحرب العالمية الأولى، لذلك يُطلق أحيانًا على تلك الفترة اسم عصر الجاز.
أنهى انهيار بورصة وول ستريت عام 1929 تلك الفترة، إذ أتى الكساد العظيم بسنوات من المعاناة حول العالم.

## الاقتصاد
كان العشرينيات الهادرة عقدًا من النمو الاقتصادي انتشر فيه الرخاء الذي قاده التعافي من دمار الحرب والإنفاق المؤجل وازدهار أعمال البناء والنمو السريع لسلع المستهلكين مثل السيارات والكهرباء في أمريكا الشمالية وغرب أوروبا وبعض الدول المتطورة الأخرى مثل أستراليا. ازدهر اقتصاد الولايات المتحدة، الذي تحول بشكل ناجح من اقتصاد وقت الحرب إلى اقتصاد وقت السلام، ووفر القروض للازدهار الأوروبي أيضًا. ركدت بعض القطاعات مثل الزراعة واستخراج الفحم. أصبحت الولايات المتحدة أغنى دولة في العالم بالنسبة لدخل الفرد ومنذ نهاية القرن التاسع عشر كانت أكبر دولة في الناتج المحلي الإجمالي الكلي. ارتكزت صناعتها على الإنتاج الشامل وتثقف مجتمعها على الاستهلاكية. كانت الاقتصادات الأوروبية، على العكس من ذلك، تعاني من فترة تأقلم صعبة ما بعد الحرب ولم تبدأ بالازدهار حتى عام 1924.
في البداية، سبب انتهاء الإنتاج في فترة الحرب ركودًا قصيرًا ولكن عميقًا أي ما يُعرف بركود ما بعد الحرب بين عامي 1919-1920. ومع ذلك وبسرعة، انتعشت اقتصادات كندا والولايات المتحدة بعد عودة الجنود من الحرب الذي عادوا إلى القوة العاملة وأعيد تجهيز مصانع الذخيرة لتنتج سلعًا استهلاكية.

### المنتجات الجديدة والتكنولوجيا
جعل الإنتاج الشامل التكنولوجيا متوفرة للطبقة الوسطى. أقلعت صناعة السيارات وصناعة الأفلام وصناعة الراديو والصناعة الكيميائية في عشرينيات القرن الماضي. 

#### السيارات
كانت السيارات، قبل الحرب العالمية الأولى، من الكماليات. أصبحت السيارات، المصنعة عن طريق الإنتاج الشامل في عشرينيات القرن الماضي، مألوفةً في كندا والولايات المتحدة. بحلول عام 1927، توقفت شركة فورد للسيارات عن إنتاج سيارة فورد تي بعد بيع 15 مليون وحدة من ذلك الموديل. أنتجت هذه السيارة باستمرار في الفترة بين عامي 1908 و1927. خططت الشركة لاستبدال الموديل القديم بموديل أحدث؛ سيارة فورد الموديل إيه. كان القرار ناتجًا عن المنافسة. بسبب النجاح الاقتصادي لسيارة فورد النموذج تي، سيطرت شركة فورد على سوق السيارات ما بين نصف العقد الأول من القرن الماضي إلى بدايات عشرينيات القرن الماضي. في منتصف عشرينيات القرن الماضي تزعزعت سيطرة فورد بعد لحاق منافسيها بنظام الإنتاج الشامل الذي تملكه الشركة. تفوق منافسو فورد على الشركة في بعض المناطق، إذ عرضوا موديلات بمحركات أقوى ومزايا راحة وتصميم أحدث.
سُجلت في كندا حوالي 300 ألف سيارة في عام 1918، ولكن بحلول عام 1929 كان هناك 1,9 مليون سيارة مسجلة، وكانت أجزاء السيارات تُصنَّع في أونتاريو قرب ديترويت بولاية ميشيغان. انتشر تأثير صناعة السيارات على قطاعات الاقتصاد الأخرى، ما قفز بصناعات ناشئة جديدة مثل صناعة الحديد وبناء الطرق السريعة والموتيلات (النُزُل) ومحطات الخدمة وتوزيع السيارات وبناء المنازل خارج النواة الحضرية.
افتتحت شركة فورد مصانعًا حول العالم وأثبتت أنها منافس قوي في معظم الأسواق لمركباتها منخفضة التكلفة وسهلة الإصلاح. تابعت شركة جنرال موتورز على ذات الطريق ولكن بدرجة أقل، بينما تجنب المصنعون الأوروبيون أسواق الأسعار المنخفضة وركزوا على إنتاج سيارات مرتفعة التكلفة لمستهلكين راقين.

#### الراديو
أصبح الراديو أول وسيلة للبث الشامل. كان الراديو ذا سعر مرتفع، ولكن مزاج التسلية الذي يوفره أثبت ثورية هذا الجهاز. أصبحت الإعلانات في الراديو منصة للإعلان الشامل. أدت أهمية الراديو الاقتصادية إلى الثقافة الجماهرية التي سيطرت على المجتمع منذ تلك الفترة. خلال عصر الراديو الذهبي، كانت برمجة الراديو متنوعة مثل برمجة التلفزيون في القرن الحادي والعشرين. قدم تأسيس لجنة الراديو الفدرالية عام 1927 عصرًا جديدًا من التنظيم.
في عام 1925، أصبح التسجيل الكهربائي، أحد أعظم التطورات في التسجيل الصوتي، متوفرًا مع تسجيلات الجراموفون التجارية.

#### السينما
ازدهرت السينما، منتجةً شكلًا جديدًا من التسلية أنهى، افتراضيًا، نوع الفودفيل (المسرحية الهزلية) المسرحي. كانت مشاهدة الأفلام رخيصة ومتاحة، إذ تدفقت الحشود إلى قصور الأفلام في وسط المدينة والمسارح في الأحياء. منذ بداية العقد الأول من القرن الماضي، نافست السينما ذات السعر الرخيص الفودفيل بشكل ناجح. جُند عدد من مؤديي الفودفيل والشخصيات المسرحية في صناعة الأفلام، إذ جذبتهم الرواتب الضخمة وظروف العمل الأقل مشقةً. أنهى تقديم الفيلم الصوتي في نهاية عقد عشرينيات القرن الماضي على آخر إيجابيات الفودفيل. كانت الفودفيل تعاني من هبوط تمويلي حاد. استحوذ استديو أفلام جديد على دائرة أورفيوم وهي سلسلة من مسارح السينما والفودفيل.

## السياسة الأمريكية
شهدت عشرينيات القرن الماضي ابتكارات مثيرة في تقنيات حملات السياسية الأمريكية؛ والتي اعتمدت بشكل خاص على أساليب الإعلان الجديدة التي نجحت في بيع سندات الحرب خلال الحرب العالمية الأولى. بدأ حاكم ولاية أوهايو جيمس إم. كوكس، مرشح الحزب الديمقراطي، حملة عاصفة أودت به إلى التجمعات الانتخابية، وخطابات محطات القطار، والخطابات الرسمية، ووصل إلى جمهور ربما بلغ عدده 2 مليون شخص. كانت الحملة أشبه بحملة وليام جيننغز بريان في عام 1896. اعتمد مرشح الحزب الجمهوري السناتور وارن جي. هاردينغ من ولاية أوهايو، على عكس كوكس، على «حملة الشرفة الأمامية». جلبت الحملة 600 ألف ناخب إلى ماريون في أوهايو حيث ألقى هاردينغ خطابه من منزله.
أنفق مدير الحملة الجمهوري ويل هايز حوالي 8,100,000 دولار أمريكي على الحملة، أي حوالي أربعة أضعاف الأموال التي أنفقتها حملة كوكس. استخدم هايز الإعلانات الوطنية بطريقة رئيسية (مع نصيحة الخبير الإعلاني ألبرت لاسكر). تمحور موضوع الحملة حول شعار هاردينغ «أمريكا أولاً». طالب الإعلان الجمهوري في مجلة كولييرز ماغازين في 30 أكتوبر عام 1920 قائلًا: «لننتهي من هذا التذبذب وعدم الثبات». كانت الصورة المعروضة في الإعلانات قومية، واستُخدِمت عبارات مثل «سيطرة الولايات المتحدة المطلقة على الولايات المتحدة»، و«الاستقلال يعني الاستقلال الآن كما في عام 1776»، و«ستبقى هذه الدولة أمريكية، وسيظل رئيسها القادم في بلادنا»، و«قررنا منذ فترة طويلة أننا نعترض على حكومة أجنبية لشعبنا».
كانت أول حملة رئاسية حشدت تغطية إعلامية كبيرة في عام 1920، وحصلت على تغطية إخبارية واسعة النطاق، وكانت أيضًا أول حملة حديثة تستخدم قوة نجوم هوليوود وبرودواي الذين سافروا إلى ماريون لالتقاط صور مع هاردينغ وزوجته. كان كل من آل جولسون وليليان راسيل ودوغلاس فيربانكس وماري بيكفورد من بين المشاهير الذين ذهبوا؛ وقدم رموز الأعمال توماس إديسون وهنري فورد وهارفي فايرستون شركاتهم لصالح الحملة. عاد البث الإذاعي التجاري لتغطية الانتخابات لأول مرة في ليلة الانتخابات في 2 نوفمبر عام 1920. قرأ مذيعون في إذاعة كيه دي كيه إيه-إيه إم في بيتسبرغ في بنسلفانيا نتائج شريط التلغراف على الهواء فور وصولهم. تمكنت نسبة صغيرة من السكان الذين لديهم أجهزة استقبال راديو سماع هذه المحطة المفردة في معظم أنحاء شرق الولايات المتحدة.
عُيِّن كالفن كوليدج رئيسًا بعد الموت المفاجئ للرئيس وارن جي. هاردينغ في عام 1923. أعيد انتخابه في عام 1924 بأغلبية ساحقة ضد المعارضة المنقسمة. استفاد كوليدج من الوسيلة الجديدة للإذاعة وصنع تاريخًا إذاعيًا عدة مرات خلال فترة ولايته، فكان تنصيبه أول تنصيب رئاسي يُبث على الراديو، وأصبح في 12 فبراير عام 1924 أول رئيس أمريكي يلقي خطابًا سياسيًا على الراديو. انتُخِب هربرت هوفر رئيسًا في عام 1928. 

### تراجع النقابات العمالية
نمت النقابات بسرعة كبيرة خلال الحرب، ولكن بعد سلسلة من الإضرابات الكبرى الفاشلة في صناعة الصلب وتعليب اللحوم وغيرها من الصناعات، أدى عقد طويل من التراجع إلى إضعاف معظم النقابات، وتراجعت العضوية حتى مع نمو العمالة بسرعة. انهارت النقابات الراديكالية تقريبًا، ويرجع ذلك في جزء كبير منه إلى القمع الفيدرالي خلال الحرب العالمية الأولى عن طريق قانون التجسس لعام 1917 وقانون الفتنة لعام 1918.
شهدت عشرينيات القرن الماضي فترة تراجع حاد للحركة العمالية. انخفضت عضوية النقابات وأنشطتها بشكل حاد في مواجهة الازدهار الاقتصادي، ونقص القيادة داخل الحركة، والمشاعر المناهضة للنقابات من كل من أرباب العمل والحكومة. كانت النقابات أقل قدرة على تنظيم الإضرابات. شارك أكثر من 4 ملايين عامل (أو 21% من القوة العاملة) في حوالي 3600 إضراب في عام 1919. شهد عام 1929 حوالي 289 ألف عامل (أو 1.2% من القوة العاملة) الذين نظموا 900 إضراب فقط. نادرًا ما انخفضت نسبة البطالة إلى أقل من 5% في عشرينيات القرن الماضي، وواجه القليل من العمال خسائر حقيقية في الأجور. 

### التقدمية في عشرينيات القرن الماضي
كانت الحقبة التقدمية في الولايات المتحدة فترة نشاط اجتماعي وإصلاح سياسي ازدهرت منذ تسعينيات القرن التاسع عشر حتى عشرينيات القرن الماضي. كانت السياسات في عشرينيات القرن الماضي غير ودية تجاه النقابات العمالية والصليبيين الليبراليين ضد الأعمال التجارية، لذا فإن العديد من المؤرخين، إن لم يكن جميعهم، الذين أكدوا على هذه الموضوعات، شطبوا العقد. تراجع علماء المدن العالمية عن أخلاقية الحظر وعدم تسامح الأهلانيون أتباع كو كلوكس كلان، ونددوا بالحقبة. كتب المؤرخ ريتشارد هوفستاتر، على سبيل المثال، في عام 1955 أن الحظر «كان إصلاحًا زائفًا، وبديلًا ضيقًا ومحدودًا للإصلاح» الذي «حمله الفيروس الإنجيلي الريفي في أمريكا». أكد آرثر أس. لينك أيضًا أن التقدميون لم ينقلبوا ببساطة ويتظاهروا بالهزيمة. حفزت حجة لينك للاستمرارية خلال عشرينيات القرن الماضي التأريخ الذي وجد التقدمية كقوة مؤثرة. 
قال بالمر، مشيرًا إلى أشخاص مثل جورج نوريس، «من الجدير بالذكر أن التقدمية، في حين خسارتها المؤقتة للمبادرة السياسية، ظلت شائعة في العديد من الولايات الغربية، وجعلت وجودها محسوسًا في واشنطن خلال فترتي رئاسة هاردينغ وكوليدج». جادل غيرستر وكوردز بأنه «نظرًا لأن التقدمية كانت «روحًا» أو «حماسًا» بدلاً من كونها قوة يمكن تحديدها بسهولة وذات أهداف مشتركة؛ فإنه يبدو أكثر دقة القول بأنها أنتجت مناخًا للإصلاح استمر حتى عشرينيات القرن الماضي، وربما أبعد من ذلك». شوهدت كو كلوكس كلان بأسلوب جديد، فذكر العديد من المؤرخين الاجتماعيين أن أتباعها كانوا «من البروتستانت البيض العاديين» مهتمين في المقام الأول بتطهير النظام، والذي كان لفترة طويلة هدفًا تقدميًا أساسيًا.

#### تقدمية الأعمال
بلغ ما حدده المؤرخون على أنه «تقدمية في مجال الأعمال»، بتركيزه على الكفاءة الذي مثلها هنري فورد وهربرت هوفر، ذروته في عشرينيات القرن الماضي. جادل رينولد إم. ويك، على سبيل المثال، بأن «آراء فورد حول التكنولوجيا واستعمال الآلات في أمريكا الريفية كانت بشكل عام مستنيرة وتقدمية، وغالبًا ما كانت سابقة لعصره».
أكد تيندال على الأهمية المستمرة للحركة التقدمية في الجنوب في عشرينيات القرن الماضي التي تنطوي على زيادة الديمقراطية، والحكومة الفعالة، وتنظيم الشركات، والعدالة الاجتماعية، والخدمة العامة الحكومية. وجد ويليام لينك أن التقدمية السياسية كانت سائدة في معظم الجنوب في عشرينيات القرن الماضي، وكان لها أيضًا تأثير في الغرب الأوسط.
أكد مؤرخو النساء والشباب على قوة الدافع التقدمي في عشرينيات القرن الماضي. عززت النساء مكاسبهن بعد نجاح حركة الاقتراع، وانتقلن إلى قضايا مثل السلام العالمي، والحكومة الجيدة، ورعاية الأم (قانون شيبارد-تاونر لعام 1921)، والدعم المحلي للتعليم والصحة العامة. لم يكن العمل دراميًا مثل الحملة الصليبية لحق الاقتراع، ولكن النساء صوتن وعملن بهدوء وفعالية. كتب بول فاس، متحدثًا عن الشباب، «كانت التقدمية حية جدًا كزاوية رؤية وكنهج متفائل للمشاكل الاجتماعية». استمرت التأثيرات العالمية التي ألهمت العديد من الأفكار الإصلاحية حتى عشرينيات القرن الماضي، وذلك عندما بدأت الأفكار الأمريكية عن الحداثة في التأثير على أوروبا.
هناك اتفاق عام على أن الحقبة التقدمية قد انتهت بحلول عام 1932، خاصة وأن غالبية التقدميين الباقين عارضوا الصفقة الجديدة.